# 趙永夫
趙永夫（1915年—1987年10月），河北正定人，青海省軍區副司令員。曾在青海二·二三事件中進攻造反派。

## 生平
趙永夫原东北军军人，在直罗镇战役中被红军俘虏。1937年12月加入八路軍，1938年12月加入中国共产党，历任排长、连长、副营长、东北民主联军第二纵队第五师团长、第二纵队第六师副师长，錦州戰役時黑山团管区發生战斗前趙永夫在前沿观察所被炮弹炸伤。后任中国人民解放军第四十九军第146师参谋长，参加青树坪战斗。中華人民共和國建国初期任中国援越军事顾问团顾问、后任沈阳军区装甲兵坦克训练基地司令员。1957-1959年在南京军事学院学习。1959年毕业后到北京高等军事学院工作。1964年9月擔任青海省軍區副司令員。青海二·二三事件發生後被隔離審查。1979年，趙永夫被平反。1980年5月擔任北京軍區裝甲兵顧問。1987年10月在北京因病去世。

## 家人
妻子凌勤元，1935年6月29日生于镇江。1959年在南京改嫁赵永夫。随调到北京海淀区工业局基建处工作。